# Alejandro Domínguez (futebolista mexicano)
Alejandro Domínguez (9 de novembro de 1961) é um ex-futebolista mexicano que competiu na Copa do Mundo FIFA de 1986.